# 臺鐵區間車
區間車（英語：Local Train）、區間快車（英語：Fast Local Train），是臺鐵的鐵路客車車種之一，由通勤電車車種自2006年11月1日起改編而成。區間車為各站停車，同時是目前臺鐵班次數最多的車種；區間快車則不停靠部分車站。
區間車及區間快車列車之票價，均依復興號的費率——每公里新臺幣2.18元計收。
2025年6月26改點後，單一車次行駛距離最長的區間車是由潮州經山線開往北湖的3132次，全長348.8公里；其次是由新竹經山線開往潮州的3157次與潮州經山線開往新竹的3252次，全長329.5公里。單一車次行駛距離最長的區間快車是由潮州經海線開往七堵的1006次和1038次，全長429.9公里；其次是由臺中經南迴線開往臺東的3005次，全長366公里。

## 歷史
因應台灣高速鐵路通車，台鐵西部幹線配合交通部都會區捷運化政策，轉型以中短途旅次為主。同時為簡化車種，臺鐵於2006年11月1日改點時，將原本時刻表上的電車、冷氣柴客及屏東線站站停復興號班次，全部統稱為「區間車」，並以莒光號或復興號車廂開行停靠站相仿，但行駛區間較短且不對號的「區間快車」。
區間車與區間快車設立後，台鐵於2007年引進EMU700型電聯車，每列車採固定8輛編組，共20列160輛，同年8月29日起加入營運。之後陸續取代以莒光號或復興號開行的區間快車班次，因為2005年1月10日改點南車北調而取代中南部部分電車班次的各站停車冷氣平快也被置換。
2014年，EMU800型電聯車加入營運，每列車一樣採固定8輛編組，原引進37列296輛。不過由於日圓貶值造成匯差，故以結餘款再增備6列48輛。
2016年，配合臺鐵整體購置及汰換車輛計畫（2015年 - 2024年）的推動，台鐵開始辦理520輛通勤電聯車之採購作業，每列車採10輛編組，合計共52列。2018年6月初，520輛通勤電聯車採購案在第二次開標時，由唯一投標廠商現代Rotem得標，規劃於正式簽約後兩年內開始交車（即EMU900型電聯車），52列通勤電聯車已於2023年全數完成交付。因受COVID-19疫情影響，於2020年10月24日交付首批2列20輛車，並自2021年4月起加入營運。

## 使用車型
EMU700型電聯車加入營運前，區間快車使用莒光號或復興號客車行駛；區間車使用復興號客車（僅限屏東線各站停車班次）、EMU400型電聯車、EMU500型電聯車、EMU600型電聯車及DR1000型柴油客車（支線）行駛。
EMU700型電聯車加入營運後，區間車與區間快車的使用車型基本上無異，差別僅在於區間快車不停靠部分車站。

### 現役車型
- EMU500型電聯車
- EMU600型電聯車（停用中；目前修復中）
- EMU700型電聯車
- EMU800型電聯車
- EMU900型電聯車
- 45DR1000型柴油客車（運用於支線）

### 退役或不再使用於此車種的車型
- 莒光號客車：曾於EMU700型電聯車尚未引進前曾做為區間快車使用，於EMU700型加入營運後被置換。
- EMU400型電聯車：使用至2015年，現已全部停用。
- DR2900型柴聯車、DR3000型柴聯車：屏東線僅電氣化至潮州時，曾負責行駛新左營—潮州—枋寮間區間快車或區間車班次，南迴線電氣化完成後退出運用。
- 復興號客車：曾運用於屏東線、花東線及南迴線，花東電氣化完成後退出花東線，屏東至潮州電氣化完成後原由新左營到發的運用全數截短至潮州到發，並將部份運用替換成DR2900型和DR3000型柴聯車行駛，南迴線電氣化完成後部分班次短暫改為電力機車牽引，自2022年12月27日起所有復興號編組區間車退出運用，原運用改為EMU500型電聯車行駛。

## 攝影集

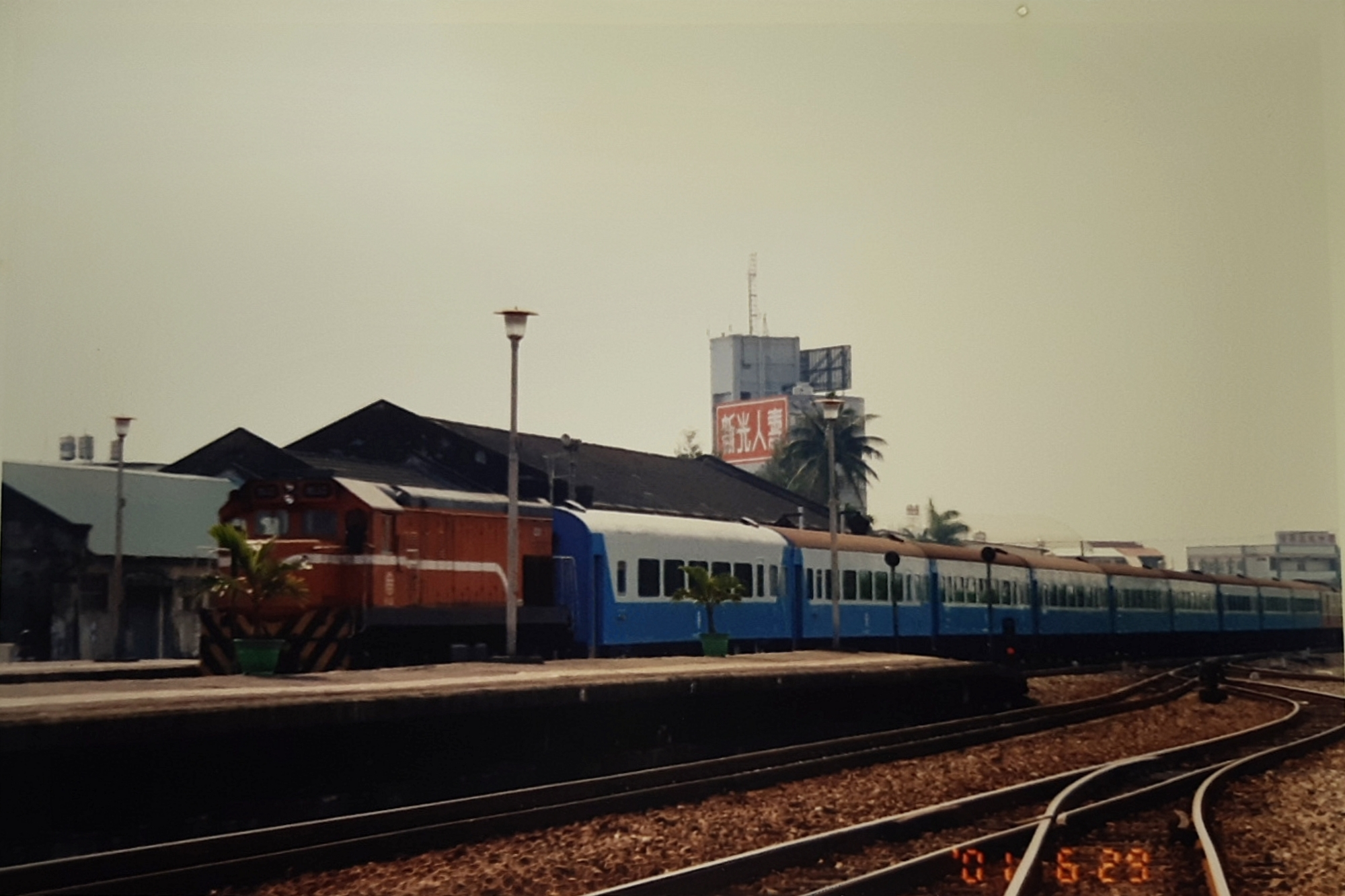
屏東線各站停車復興號，於屏東線全線電氣化後停駛
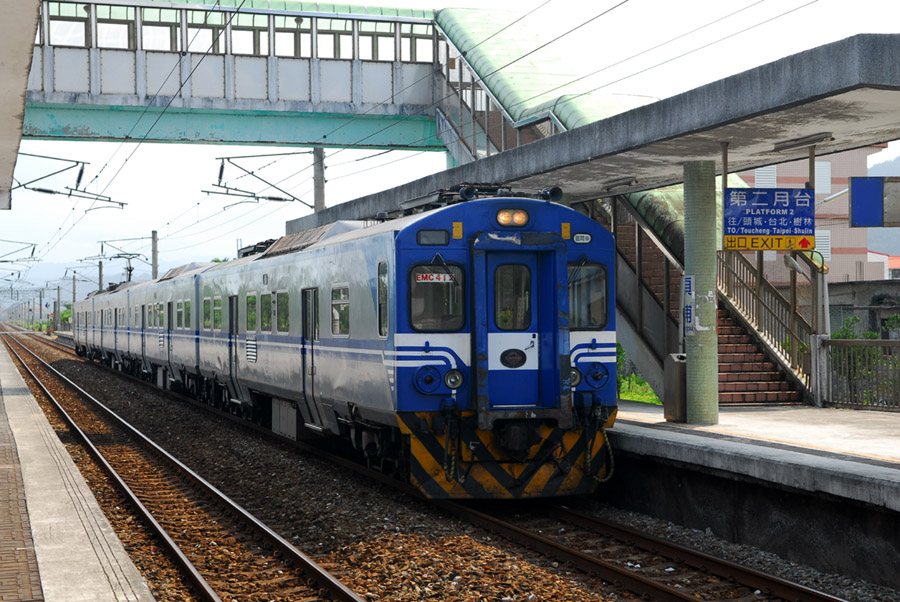
使用至2015年的EMU400型
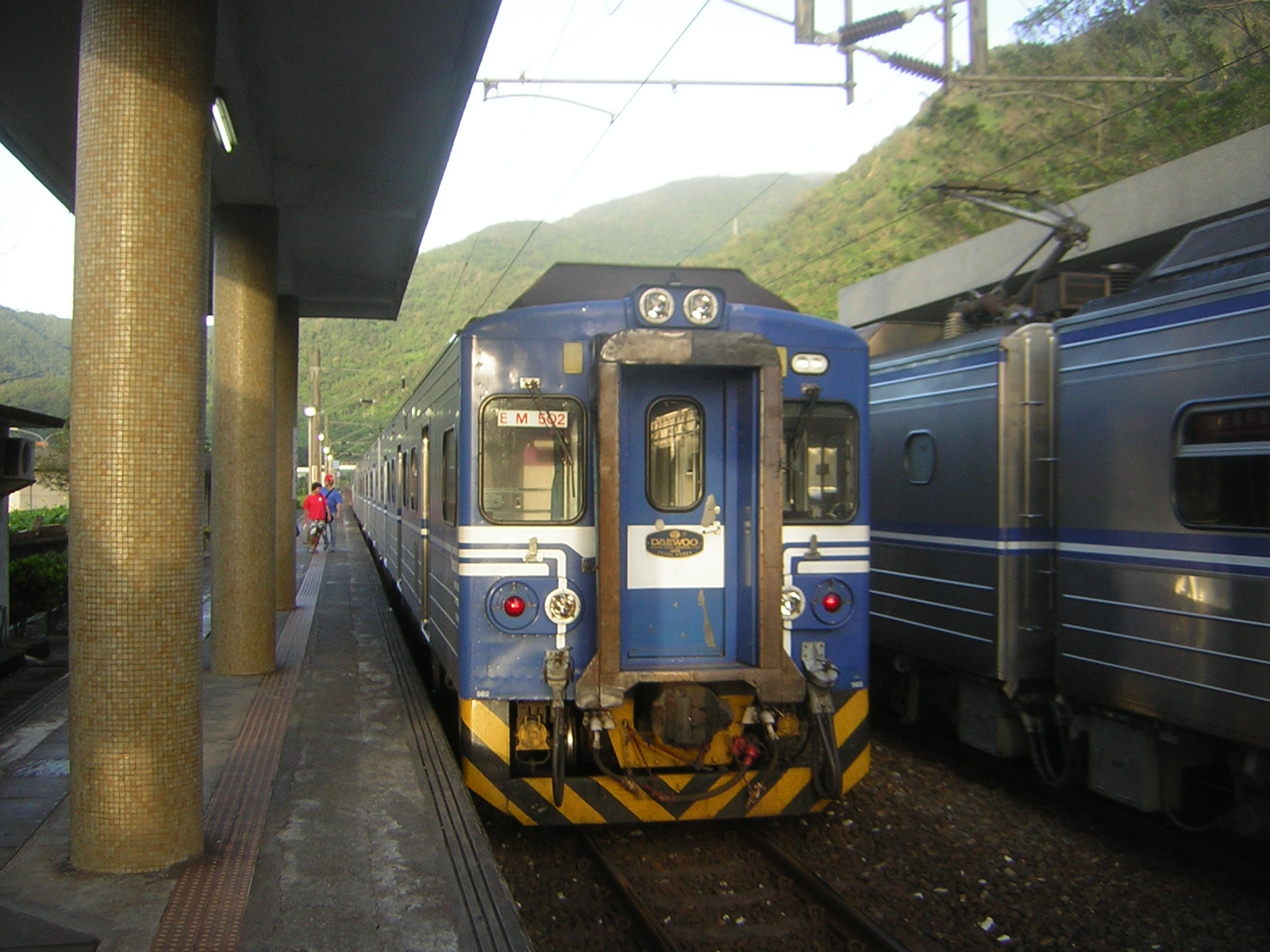
EMU500型
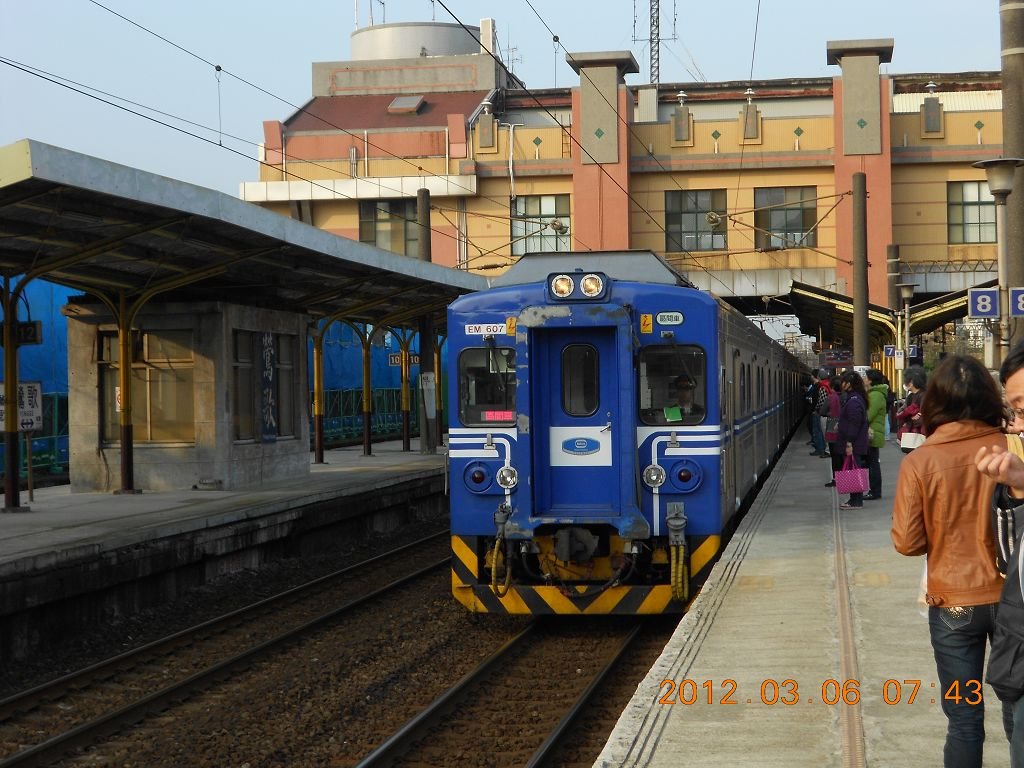
EMU600型
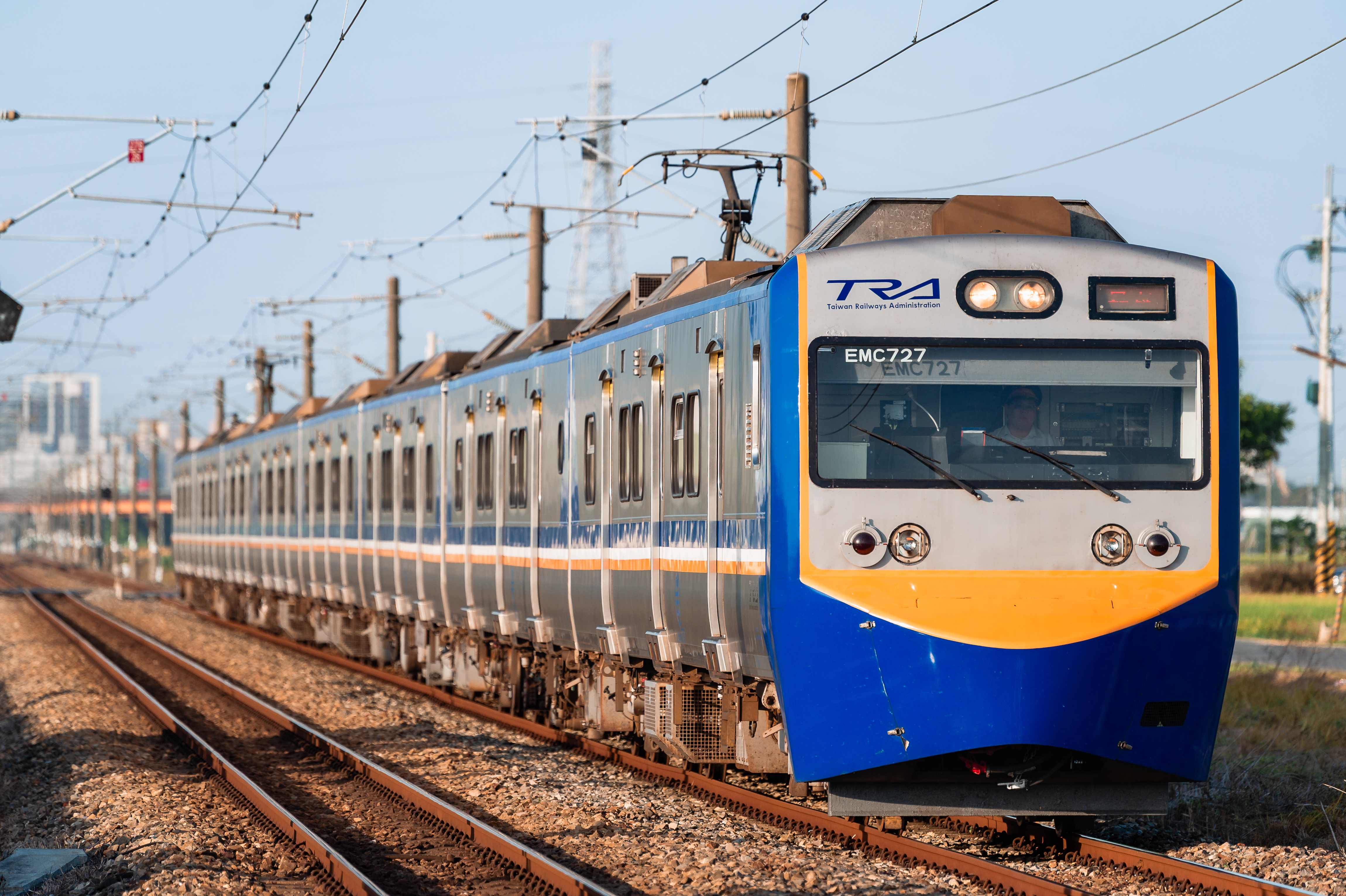
EMU700型
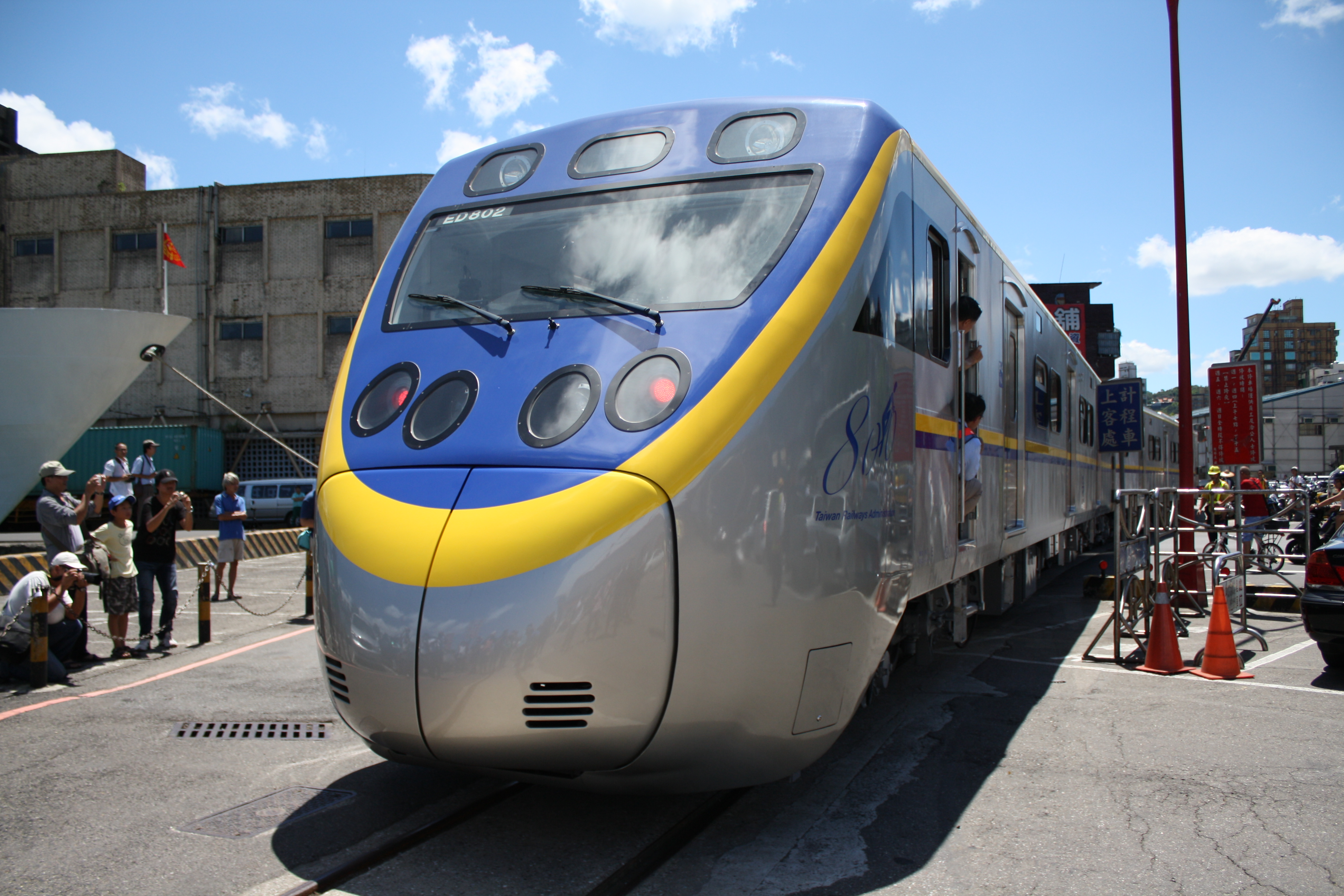
EMU800型
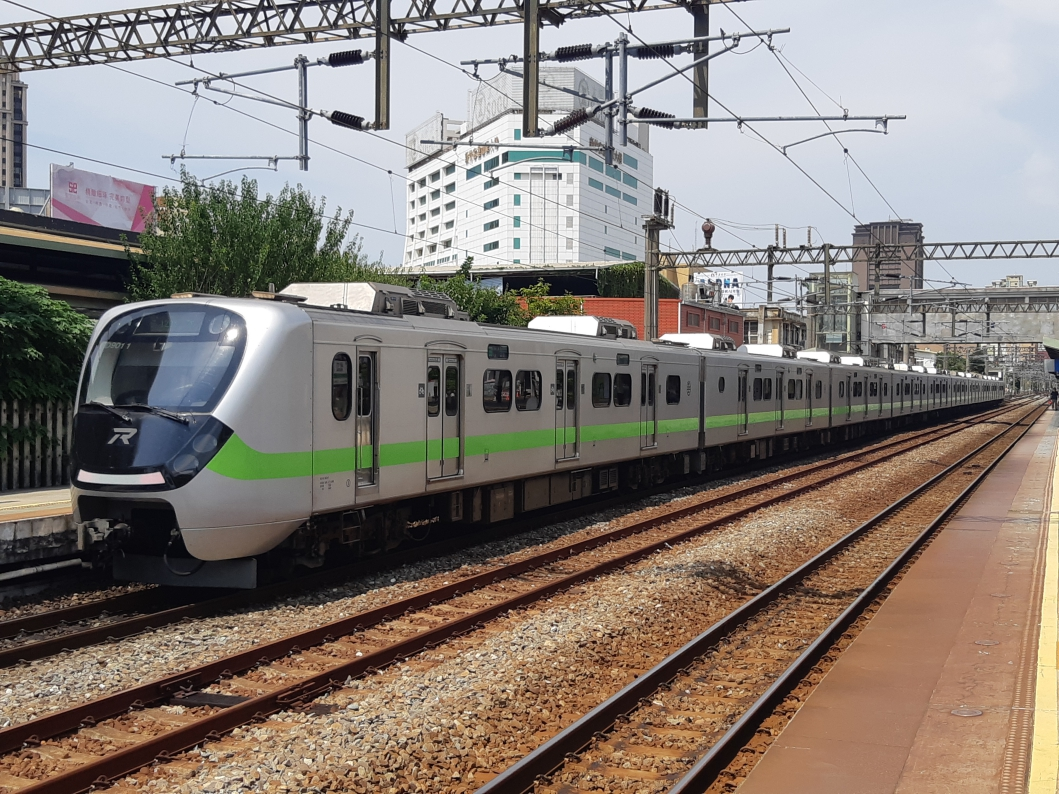
EMU900型
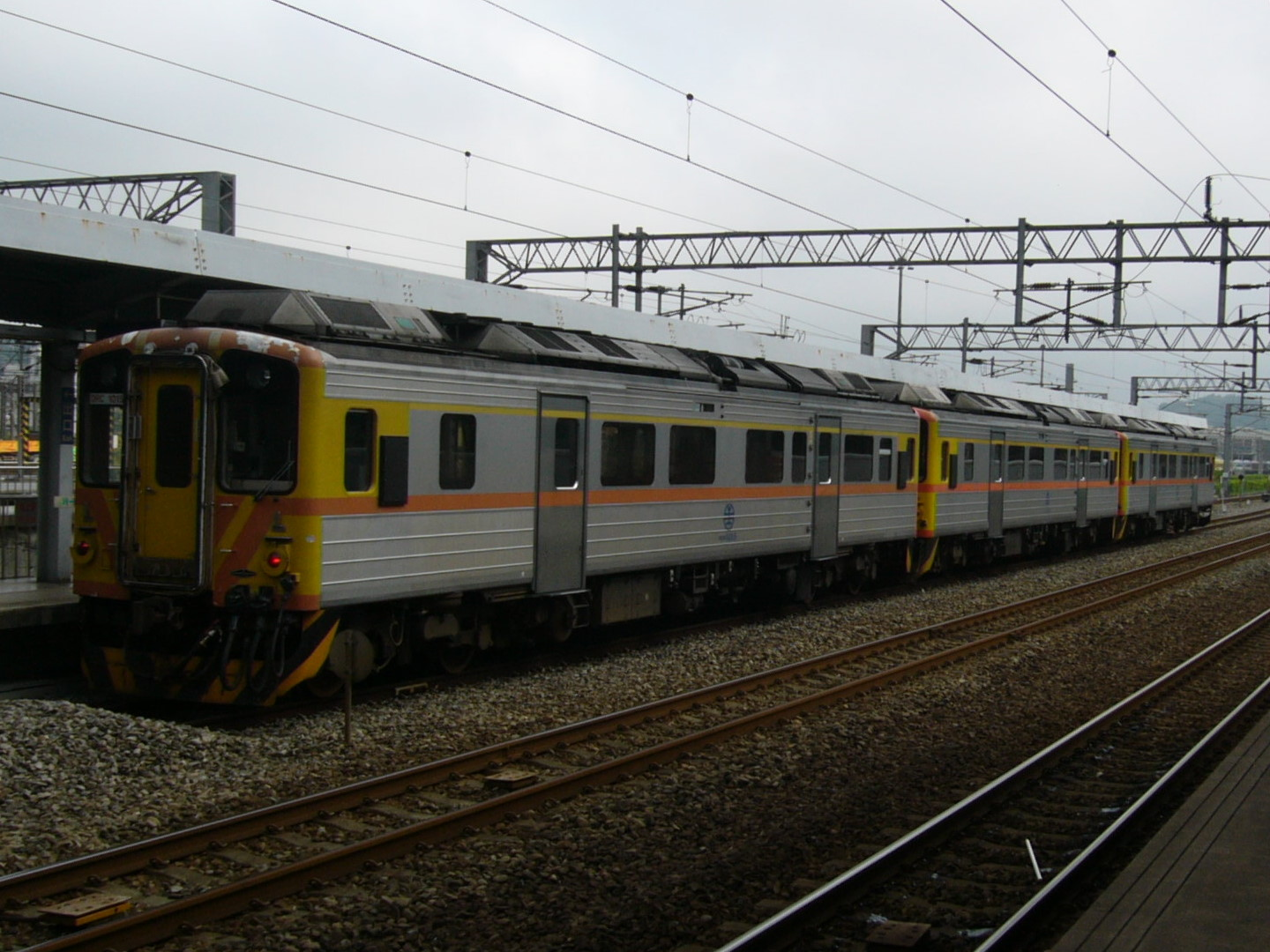
45DR1000型
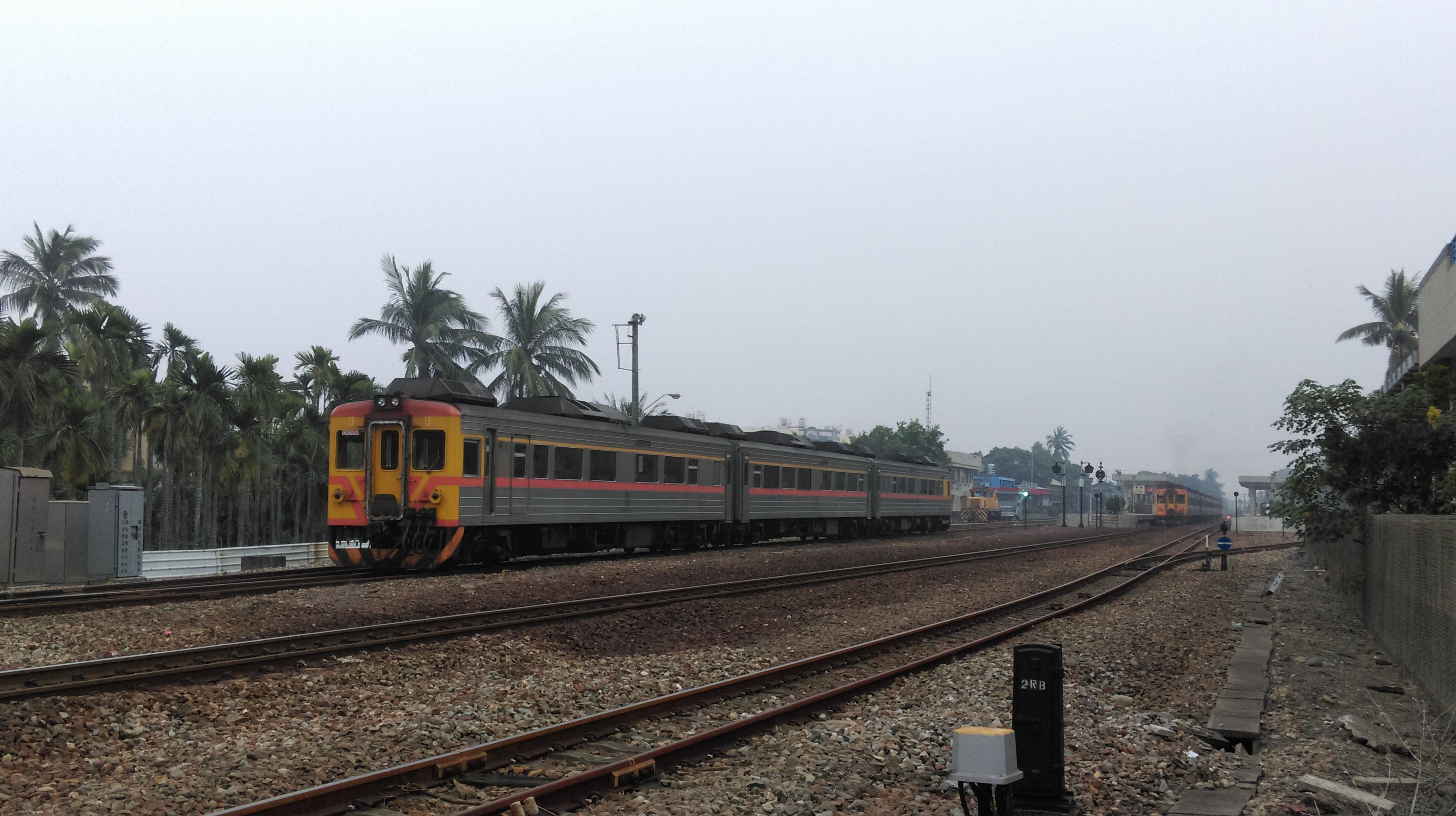
潮枋電氣化前曾使用DR2900型及DR3000型
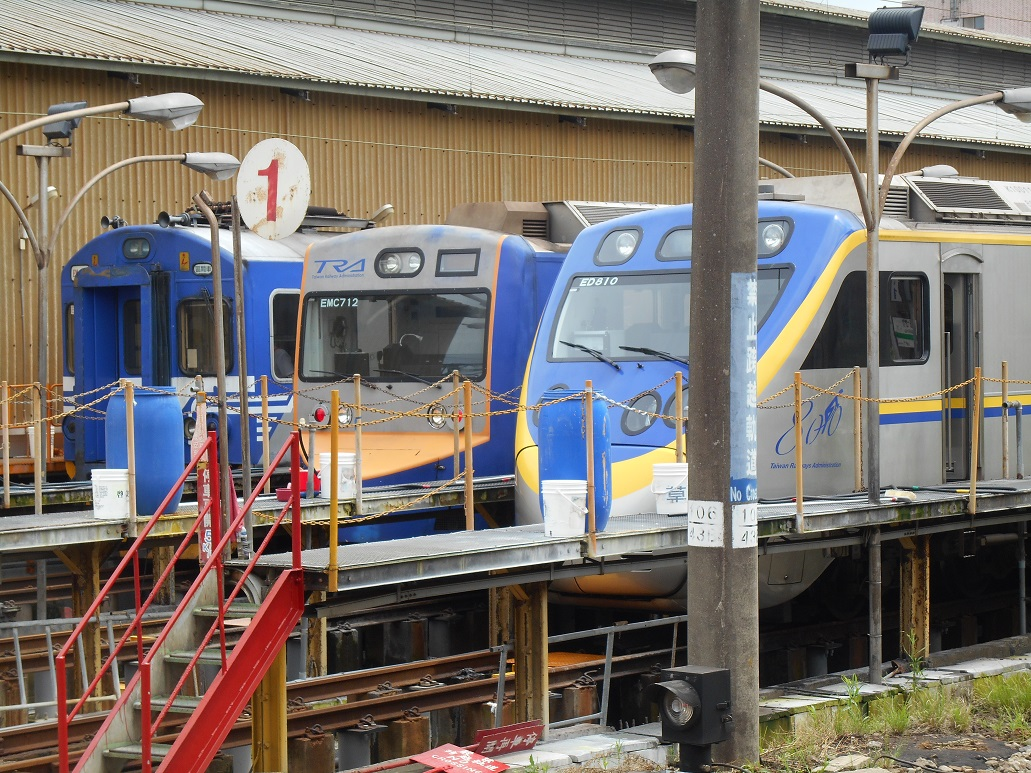
橫跨不同世代的通勤電聯車EMU400型（左）、EMU700型（中）、EMU800型（右）
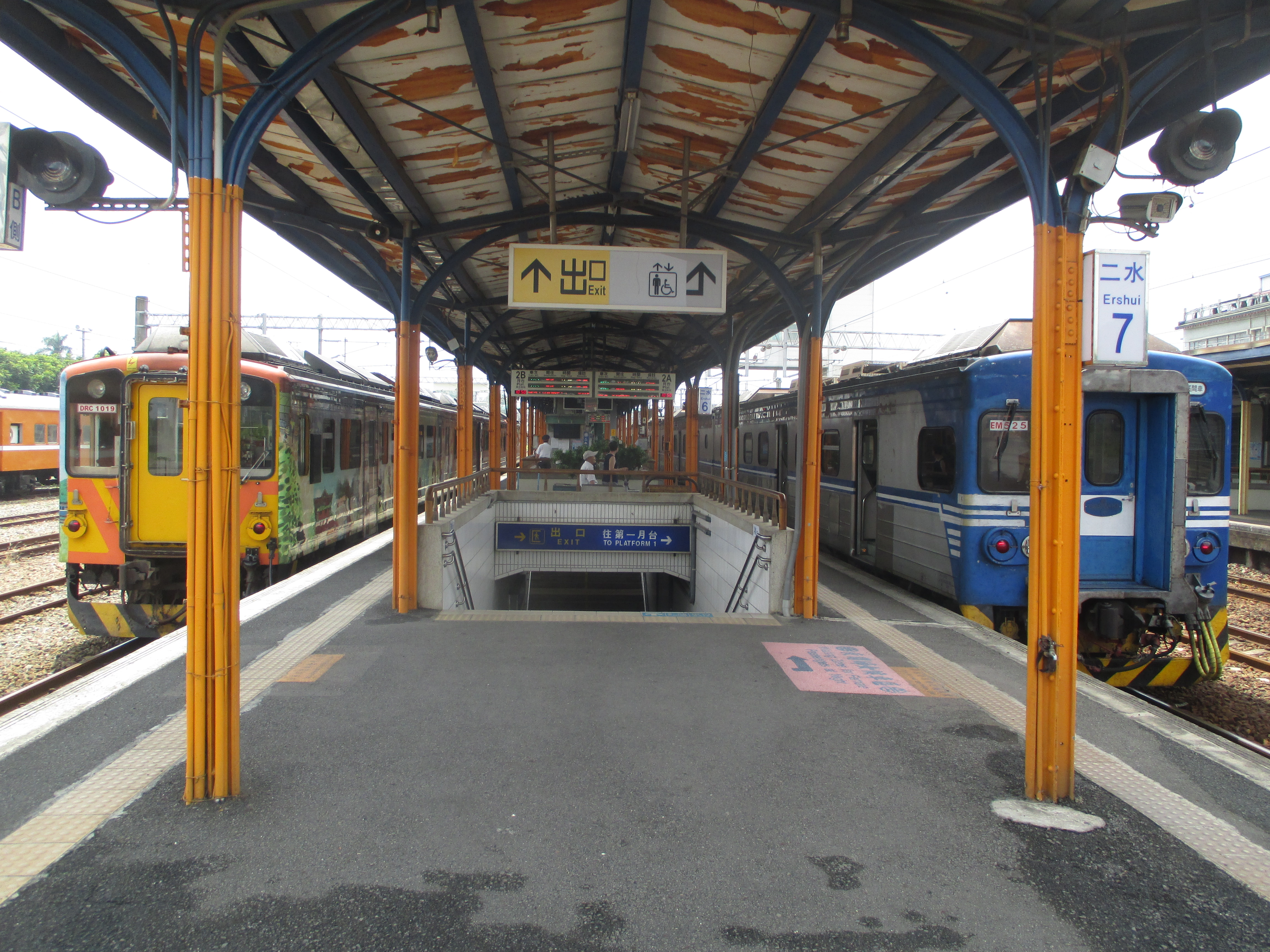
45DR1000型柴油客車（左）與EMU500型（右）雖車型不同，但均作為區間車使用
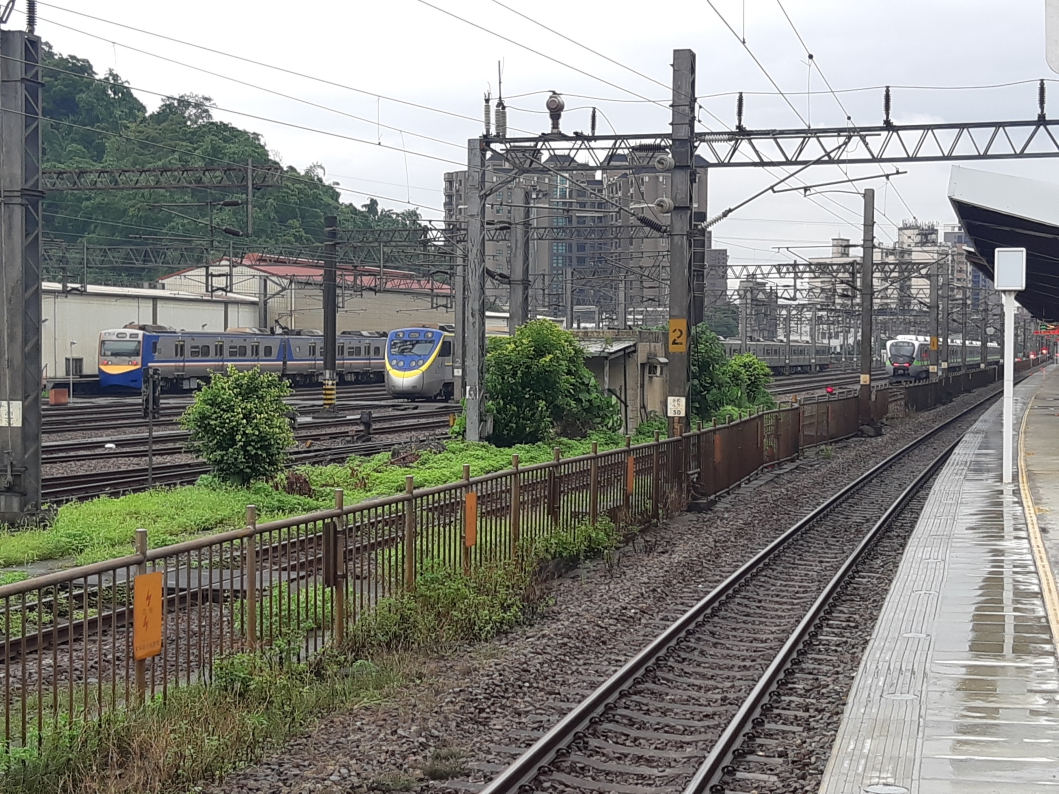
EMU700型（左）、EMU800型（中）與EMU900型（右）為高鐵通車後台鐵陸續引進的通勤電聯車車型

### 相關文獻
- 蘇昭旭. . ISBN 9789865903404.
- 臺灣鐵路時刻表